# Дабижа, Николае (майор)
Николае Дабижа (рум. Nicolae Dabija; 18 апреля 1907, Галац, Королевство Румыния — 28 октября 1949, Сибиу, Румынская Народная Республика) — румынский офицер и антикоммунистический повстанец, участник Второй мировой войны на Восточном фронте, командир партизанского отряда в горах Трансильвании. Взят в плен Секуритате и расстрелян. После Румынской революции признан борцом против коммунистического режима.

## Офицер
Родился в семье галацкого рабочего-плотника. Согласно ряду источников, состоял в родстве с Георге Георгиу-Дежем. В девять лет лишился отца, рос в бедности. Вынужден был бросить школу, чтобы поступить на заработки. Работал банковским клерком. В 1926 поступил добровольцем в пехотный полк румынской королевской армии. В 1929 окончил в Сибиу Академию сухопутных войск. Политически стоял на позициях национализма и великорумынства. Был настроен жёстко антисоветски из-за аннексии Бессарабии и Северной Буковины.
В звании капитана и в должности командира пехотной роты Николае Дабижа участвовал во Второй мировой войне. Воевал на Восточном фронте, отличился в боях за Керченский плацдарм, за Кавказ, за Крым. Был награждён румынскими орденами Короны, Звезды, Михая Храброго и Немецким крестом. В 1944 после двух ранений возвратился в Румынию.
В 1946 Николае Дабижа был демобилизован в звании майора. Поселился в трансильванской деревне близ Арада. Был женат на идейной единомышленнице Флавии, дочери грекокатолического священника. Как ветеран-орденоносец получил пять гектар земли для обзаведения хозяйством. Однако убеждённый националист и антикоммунист Дабижа враждебно относился к Румынской компартии (РКП) и советской оккупации, был известен как участник войны против СССР и вполне основательно ожидал преследований.
После отречения короля Михая и провозглашения РНР под властью РКП Николае Дабижа перестал признавать легитимность государства. Явным сигналом стал для него арест брата в начале 1948. Мирча Дабижа, тоже армейский офицер, был репрессирован после конфликта с коммунистами в Араде. Обвинение было сугубо политическим: «оскорбления существующего режима». Николае Дабижа приехал в Бухарест и установил контакты с антикоммунистическим подпольем. Участвовал в написании воззваний с призывами к борьбе против режима. Связался с посольствами США и Турции, направил запросы на деньги и оружие, но без практических результатов.
Прибыв в феврале 1948 из Бухареста в Арад, Николае Дабижа познакомился с братьями Макавей — Траяном, Александру, Вьорелом и Николае. Они были племянниками видного политика-националиста Штефана Чичо Попа, бывшего вице-председателя национал-цэрэнистской партии (НЦП). Братья занимались золотодобычей, отказывались сдавать золото властям, застрелили нескольких жандармов и находились в розыске. Они убедили Дабижу, что ситуация в Трансильвании созрела для вооружённой борьбы. Решено было создать антикоммунистический партизанский отряд.

## Партизан

### Формирование
Николае Дабижа ставил себе в задачу создание сильной военно-политической структуры, способной вести борьбу в общенациональном масштабе. Появление в трансильванских горах опытного боевого офицера вселило энтузиазм в антикоммунистическую оппозицию. При этом, в отличие от Георге Арсенеску в жудеце Мусчел, Дабижа в жудеце Алба мог опереться на организованное подполье консерваторов НЦП и ультраправых легионеров. Местные общественные авторитеты — национал-цэрэнист Александру Максим, легионер Штефан Попа, грекокатолический священник Николае Буча — стали доверенными организаторами при отряде Дабижи.
Отряд именовался Frontul Apărării Naționale — Corpul de Haiduci — Фронт национальной обороны — Корпус гайдуков (FAN). Использовалось также название Frontul Apărării Patriei Române — Фронт защиты румынского отечества (FAPR). Базировался отряд близ Кымпени — на горе Мунтеле-Маре в Западных Карпатах. Вступали в FAN золотодобытчики из Рошия-Монтанэ и Златны, крестьяне-единоличники, владельцы и рабочие лесопилок и складов, иногда представители низовой интеллигенции.
Эти социальные группы — возмущённые партийным диктатом РКП, огосударствлением экономики, насильственной коллективизацией и преследованием религии — активно откликались на антикоммунистическую агитацию. Чаще это были жители равнинных районов, которые раньше горцев столкнулись с коммунистической политикой. Социально большинство бойцов принадлежали к бедному крестьянству (что стало «сюрпризом» для властей), конфессионально — к особо преследуемым грекокатоликам (хотя Николае Дабижа был православным).

### Действия
К отряду так или иначе примыкали около четырёх сотен, но далеко не все постоянно находились в расположении и регулярно участвовали в акциях. Ядро FAN составляли около двадцати пяти человек, среди них несколько женщин. Для проживания были построены две казармы из еловых балок и выбита укреплённая пещера в скале. Бойцы приносили присягу перед Николае Дабижей.
Отряд строился на армейских принципах, дисциплина поддерживалась по войсковому уставу. Велись регулярные занятия по боевой подготовке. Была отлажена командная структура: во главе стоял Дабижа, чьи приказы не обсуждались, при нём действовал штаб из шести заместителей, которые отвечали также за боеготовность рядовых партизан. Вооружение сохранялось с военных лет — винтовки, пулемёты, револьверы, большое количество взрывчатки. Бухарестский связной отряда Михай Ангелуцэ, родственник Дабижи, доставил радиоприёмник. Действовали группы разведки и контрразведки; удалось выявить и нейтрализовать засланных в отряд опытных агентов госбезопасности — майора Онигу и подполковника Бокана. В то же время, историки отмечают его военно-тактические просчёты — в частности, сосредоточение в Мунтеле-Маре практически всех боеспособных сил.
Активные действия отряда начались с декабря 1948. Первым стало нападение на отделение банка в Теюше. Командовали Николае Дабижа и Александру Макавей. Удалось захватить более 300 тысяч леев. На эти деньги были приобретены оружие, продовольствие, камуфляжная форма и пишущая машинка для листовок. С помощью майора Ницеску была изготовлена печать FAN для заверения манифестов. Успешная акция в Теюше получила широкий резонанс и ободрила антикоммунистов по всей Трансильвании. Была установлена связь с партизанской группой Леона Шушмана. Особое направление агиитации и разведки развивалось через грекокатолические приходы.
В феврале 1949 была распространена Прокламация Фронта национальной обороны. FAN призывал к борьбе против «еврейско-коммунистической клики», за свободу и независимость Румынии (антикоммунизм соединялся с антисемитизмом под впечатлением от таких фигур, как Анна Паукер). Дабижа разработал также своего рода моральный кодекс под названием Datoriile haiducului — Долг гайдука. Согласно этому документу, каждый боец обязан был подавать пример патриотизма, сопротивления, жертвенного служения родине, народу и королю.

### План
Как и все повстанческие лидеры, Дабижа был уверен в скорой американо-советской войне и рассчитывал на помощь Запада. Его оперативный план состоял в консолидации всех повстанческих отрядов, захвате ключевых военных объектов, блокировании стратегических коммуникаций, захвате переправ через Марош, Сомеш, Олт и наступлении на Бухарест, скоординированном с западными союзниками.
Майор Дабижа попытался вовлечь своего бывшего командующего генерала Думитриу Петреску и бывшего сослуживца майора Николае Ницеску. Они передали его конкретные оперативные предложения американским и турецким представителям, но отклика вновь не последовало. Тогда Дабижа принял решение о крупной атаке 6 марта 1949 — в этот день коммунисты праздновали четвёртую годовщину правительства Петру Грозы. Священник Николае Буча по заданию Дабижи составил подробную карту расположения военных и секуристских объектов в Кымпени.

### Бой
Профессиональный военный во главе партизанского отряда вызывал серьёзную тревогу в комимунистической госбезопасности — Секуритате. Ликвидацией FAN руководил один из ведущих оперативников Секуритате полковник Михай Патричу. Его агенты сформировали в округе сеть осведомителей, арестовали крестьян Аврама Ихуца и Аугустина Рыстея, пытками и шантажом получили данные о местонахождении отряда. Примерно в то же время в отряде был разоблачён резидент Онига. Дабижа склонялся к казни, но Траян Макавей убедил ограничиться его изгнанием — опасаясь за судьбу Ихуца и не успев получить подтверждений от Штефана Попы.
Удар был нанесён в ночь на 4 марта 1949: Мунтеле-Маре атаковал сводный батальон Секуритате и милиции. Командовал на месте лейтенант Флоря Сабэу, общее руководство осуществляли из Кымпени полковник Патричу и капитан Михай Ковач. Соотношение сил было не в пользу повстанцев: против двадцати пяти человек выдвинулись восемьдесят, вооружение секуристов превосходило партизанское.
В ожесточённом бою применялось стрелковое оружие, гранаты, взрывчатка. Партизаны упорно пытались прорвать окружение. Цифры потерь разнятся по источникам. По наиболее достоверным сведениям были убиты трое секуристов и пять партизан, в том числе две женщины: Флавия Дабижа и крестьянка Елена Майер (застреленная майором Онигой). Девять партизан, среди них двое осведомителей, попали в плен,
Майор Дабижа, эффективно применив тротиловую взрывчатку, сумел пробить дорогу к отходу. Шестеро партизан вырвались из кольца. (По другим данным, прорвались двенадцать человек.) Это были Николае Дабижа, Александру Макавей, Траян Макавей, Иоан Скридон, Корнел Паску, Траян Кэмпяну.

## Арест
После двухнедельных блужданий Дабижа добрался до Бистры, где рассчитывал укрыться на несколько дней. Однако хозяин дома Арон Диниш оказался информатором Секуритате. Диниш с соседями скрутили Дабижу (за что получили впоследствии крупные денежные суммы). Арестованного Дабижу доставили в Клуж, оттуда в Сибиу.
Несколько ранее в перестрелке с секуристами были убиты Штефан Попа и Корнел Паску. Позднее убит Траян Ихуц, покончили с собой Александру Макавей и Иосиф Кламба, арестованы Траян Кэмпяну и Иоан Скридон. Боевое ядро отряда было ликвидировано.
Дело «фашистской диверсионной банды» FAN расследовал капитан Секуритате Георге Крэчун, известный особой жестокостью. Были проведены карательные зачистки в нескольких деревнях и аресты в Бухаресте сопровождавшиеся перестрелками и гибелью людей. Среди арестованных оказались Ион Трифа, брат Вьорела Трифы, Николае Макавей, Николае Ницеску, Михай Ангелуцэ, Александру Максим. Несколько человек погибли во время следствия. В 1950 был схвачен последний боец FAN Траян Макавей.

## Казнь
Решение о судебном процессе принималось на уровне Секретариата ЦК Румынской рабочей партии (тогдашнее название РКП). Первоначально планировалось вменить Николае Дабиже военные преступления на Восточном фронте, но отсутствие конкретных доказательств слишком бросалось в глаза. Ограничились обвинениями в «политическом бандитизме» и «терроризме». Предполагалось устроить большой процесс над несколькими партизанскими командирами — Николае Дабиже, Спиру Блэнару, Петре Домашняну, Ионом Тэнасе, Петре Пушкицэ, Ромулусом Маритеску и другими — но и это оказалось сложно. Обвинения разделили индивидуально, Дабижу вернули в Сибиу.
Военный суд Сибиу прод председательством полковника Эфтимие Кэлина приговорил семь человек к смертной казни, восемнадцать к различным срокам заключения. 28 октября 1949 были расстреляны майор Николае Дабижа, учитель Траян Михалцан, студент-медик Титус Оня, крестьяне Иоан Скридон, Аугустин Рациу, Георге Оприца, Силвестр Болфя.
Другие тринадцать подсудимых получили пожизненные или длительные сроки. Все они через полгода убиты в клужской тюрьме. Приказ о бессудном убийстве отдали начальник Секуритате Георге Пинтилие и его заместитель Александр Никольский с санкции министра внутренних дел Теохари Джорджеску. Исполнял майор милиции Эуджен Алимэнеску. Клужское управление Секуритате возглавлял тогда полковник Патричу. Так погибли, в частности, Николае Ницеску, Александру Максим, Михай Ангелуцэ. Тогда же, в 1950, казнён Траян Макавей. Лишь менее десяти человек, привлечённых по «делу FAN» смогли выйти из заключения.
Последние слова Николае Дабижи были «Да здравствует Румыния!».

## Память
Николае Дабижа был тайно захоронен на специальном «кладбище бедняков» в Сибиу. В годы правления РКП он считался государственным преступником и причислялся к «фашистам».
После Румынской революции 1989 партизаны-антикоммунисты, в том числе Николае Дабижа и его соратники, признаны борцами против тоталитарного режима. В особую заслугу ставится Дабиже отказ воспользоваться связью с Георгиу-Дежем и занять военный пост в РНР. Его отряд вошёл в историю не только как один из крупнейших в румынском повстанческом движении, но и как наиболее организованный.